# Víctor Heredia
Víctor Ramón Cournou Heredia (Buenos Aires, 24 de enero de 1947), conocido como Víctor Heredia, es un cantautor, poeta, escritor y trovador argentino cuyas composiciones regularmente tratan sobre el amor, la paz y la libertad.

## Biografía
Víctor Heredia nació en el barrio Monserrat de la ciudad de Buenos Aires.
Su familia paterna (Cournou) es de origen francés, mientras que su abuela materna pertenecía a la etnia capayán y había nacido en los valles calchaquíes de la provincia de Catamarca.
Si bien comenzó su educación escolar en su barrio natal, a los 9 años se mudó con su familia a la población de Paso del Rey (al oeste del Gran Buenos Aires) donde ingresó a la Escuela 18, donde terminó la primaria.
Tras terminar la escuela secundaria, en 1967, con 19 años de edad, obtuvo el premio Revelación Juvenil en el Festival de Cosquín. En 1969 obtuvo el premio Consagración en el mismo festival y su álbum El viejo Matías superó el medio millón de copias vendidas. Representó a su país en el Festival de la OTI 1972. En 1974 editó un álbum en homenaje al poeta chileno Pablo Neruda.
Se destaca por sus canciones referentes a problemas sociales en América Latina y los derechos humanos.
Ha grabado con artistas de la talla de Joan Manuel Serrat, Mercedes Sosa, León Gieco, Milton Nascimento, el Cuarteto Zupay, Silvio Rodríguez, Pablo Milanés y Geo Meneses, entre otros. Durante su juventud militó en el Partido Comunista, organización de la que se desvinculó en 1978, por la supuesta cercanía del partido con la dictadura encabezada por Jorge Rafael Videla.
Padeció censura durante la dictadura cívico-militar argentina iniciada en 1976.
Su hermana, María Cristina Cournou, fue secuestrada junto a su esposo el 17 de junio de 1976 y aún permanece desaparecida.
Heredia colabora estrechamente con organizaciones que denuncian los crímenes de la dictadura, tales como las Madres de Plaza de Mayo y las Abuelas de Plaza de Mayo, también con organizaciones de pueblos originarios.[cita requerida]
La canción "Un día de gracia" apareció en Paraguay, por primera vez, en el mismo año (1976), promocionando su presencia en dicho país, en plena dictadura cívico-militar de Stroessner, desafiando la censura.
Casi doce años después, tras los sucesos del Marzo paraguayo, el 5 de abril de 1999, Telefuturo estrenó el Matinal Día a Día con la conducción de Oscar Acosta y María Teresa López y Arturo Máximo Rubín, teniendo dicha música como fondo.
Entre sus obras se encuentran éxitos como «Todavía cantamos» y «Sobreviviendo» (Solo quiero la vida, 1984), «Bailando con tu sombra (Alelí)» (Fénix, 2003), «Coraje», «Razón de vivir», «Amanecer frente a tu casa», «Esa libertad que soñamos», «El viejo Matías», «Ojos de cielo» o «Dulce Daniela», y álbumes conceptuales como Taki Ongoy, en homenaje al movimiento milenarista, político-religioso (1560-1572) contra la aculturación española, compuesto en 1986 y que recuerda la lucha de los pueblos americanos por su libertad.
En 1985 recibió un Premio Konex - Diploma al Mérito en la disciplina Baladista y en 1995 recibió el Konex de Platino en la disciplina Autor / Compositor de Pop / Balada, como así también participa en el primer álbum de Raly Barrionuevo titulado El principio del final, y es convocado para participar en el homenaje a Carlos Gardel en el 60.º aniversario de su fallecimiento, llevado a cabo en el Teatro Nacional Cervantes con la producción de Grupo América, interpretando el tango Mi noche triste.
En 1999 fue citado por Lito Vitale para participar en  su disco El grito sagrado  junto a María Elena Walsh, Alejandro Lerner, Jairo, Juan Carlos Baglietto, Sandra Mihanovich, Pedro Aznar y Fabiana Cantilo, interpretando el Aurora.
En 2003 editó el álbum Argentina quiere cantar, que registró una serie de conciertos que brindó junto a Mercedes Sosa y León Gieco.
En 2004 incursionó en la literatura y publicó la novela Alguien aquí conmigo, a la cual le siguió Rincón del diablo dos años después.
En 2012 estuvo a cargo de la dirección musical de la película El abismo... todavía estamos, dirigida por Pablo Yotich.
Como autor y compositor, ha ganado el Festival Internacional de la Canción de Viña del Mar en cuatro ocasiones: en la competición internacional en 1997, 2001 y 2009, y la folclórica en 2004.
El 25 de mayo de 2014 formó parte de los festejos por el aniversario de la Revolución de Mayo, en el marco del show "Somos Cultura" del Ministerio de Cultura de la Nación.
Todavía cantamos es uno de los éxitos más contundentes del autor. En junio de 2019 se cumplieron 35 años de esta obra emblemática y se hizo una gran celebración en el Teatro Gran Rex de la ciudad de Buenos Aires, siguiendo en Quality Espacio de Córdoba y cerrando la gira de conciertos en el Teatro El Círculo de Rosario. La versión se hizo con la banda actual y los músicos invitados. Mientras la pantalla mostraba a Madres y Abuelas de Plaza de Mayo, en fotos y videos en blanco y negro y en otros actuales. Y en medio del tema, irrumpió el rapero argentino Wos, anclando la canción en la actualidad: “A pesar de que nos tiran, todavía seguimos cantando y amando la vida”, rapeó el joven.

## Obras

### Discografía

#### Álbumes originales
- 1968: Gritando esperanzas - RCA Camden
- 1969: Víctor Heredia - Microfón Argentina S.R.L.
- 1970: El viejo Matías - Microfón Argentina S.R.L.
- 1971: De donde soy - Microfón Argentina S.R.L.
- 1973: Razones - Philips
- 1974: Víctor Heredia canta Pablo Neruda - Philips
- 1975: Qué hermosa canción - Philips
- 1975: Bebe en mi cántaro - Philips
- 1976: Paso Del Rey - Philips
- 1977: Cuando yo digo mujer - Philips
- 1981: Ya lo ves, amanece - Philips
- 1982: Puertas abiertas - Philips
- 1982: Recital - Philips
- 1983: Víctor Heredia canta Pablo Neruda (versión nueva) - Polygram Discos S.A.
- 1983: Aquellos soldaditos de plomo - Polygram Discos S.A.
- 1984: Sólo quiero la vida - Philips
- 1985: ¡Coraje! - Philips
- 1986: Taki Ongoy - Philips
- 1987: Un Día de Gracia - Philips
- 1988: Memoria - Philips
- 1991: Carta de un náufrago - Polygram Discos S.A.
- 1992: En vivo´92 - Polygram Discos S.A.
- 1992: Mientras tanto - EMSSA Argentina
- 1994: Síndrome de amor - BMG Ariola Argentina S.A.
- 1995: En vivo en la Trastienda - EMSSA Argentina
- 1996: De amor y de sangre - Polygram Discos S.A.
- 1998: Marcas - Polygram Discos S.A.
- 1998: RCA Club – Víctor Heredia - RCA
- 2000: Heredia en vivo 1 - Warner Music Argentina S.A.
- 2000: Heredia en vivo 2 - Warner Music Argentina S.A.
- 2001: Entonces -  ALTER-NATIVO AMERICANO
- 2001: Víctor Heredia 3 - Página/12
- 2003: Fénix - ALTER-NATIVO AMERICANO
- 2005: Tiernamente amigos - ALTER-NATIVO AMERICANO
- 2008: Ciudadano - Sony Music Entertainment Argentina S.A.
- 2010: Los Esenciales - Sony Music Entertainment Argentina S.A.
- 2012: Taky Ongoy en vivo - La verdadera historia de la conquista - DISTRIBUIDORA BELGRANO NORTE S.R.L.
- 2013: Algún día... - Alternativo Americano
- 2017: 50 en vuelo, Capítulo 1 - RCA Victor
- 2017: 50 en vuelo, Capítulo 2 - RCA Victor

#### Compilados y reediciones
- 1968: Dame la mano niña - GROOVE
- 1972: 20 Grandes Éxitos - Microfón Argentina
- 1972: Bellos Momentos - Microfón Argentina
- 1983: Serie Inolvidable - Microfón Argentina S.A.
- 1984: Club del Cassette - Microfón Argentina S.A.
- 1986: Lo mejor de Victor Heredia
- 1990: Victor Heredia - Polygram Discos S.A.
- 1991: Víctor Heredia' - Microfón USA
- 1995: Lo nuestro - Polygram Discos S.A.
- 1996: Frente a Frente - Víctor Heredia / Sergio Denis - Sony Music Entertainment Argentina S.A.
- 1996: Colección Escenario - Nos vamos poniendo viejos - Polygram Discos S.A.
- 1997: Crónica de colección - Sony Music Entertainment Argentina S.A.
- 1997: Lo Mejor de Víctor Heredia - BMG ARIOLA Argentina S.A.
- 2001: Víctor Heredia - Universal Music S.A.
- 2002: En vivo canta a Pablo Neruda 83' - Alternativo Americano
- 2004: Los Esenciales - Sony Music Entertainment Argentina S.A.
- 2004: Clásico/03 - UNIVERSAL RECORDS Argentina
- 2007: El arte de Víctor Heredia - Polygram Discos S.A.
- 2007: Colour Collection - Universal Music Argentina S.A.
- 2008: Colección Clarín (n.º 17) - CLARIN
- 2009: Oro - Grandes Éxitos - Universal Music Argentina S.A.
- 2009: Los Elegidos - Sony Music Entertainment Argentina S.A.

#### Colectivos
- (????): Encuentro de música popular - Humor - Silvio Rodríguez / Víctor Heredia' - Philips
- 1984: Canto a la poesía junto a César Isella y Cuarteto Zupay - Philips
- 1985: Canción para un niño en la calle - RCA
- 1996: Todas las voces todas
- 1999: Heredia & Gieco - solos juntos & con amigos' - Universal Music S.A.
- 2000: Heredia - Gieco en vivo' - EMI Odeon
- 2002: Serenata para la tierra de uno Junto a Mercedes Sosa y León Gieco - Universal Music S.A.
- 2003: Argentina quiere cantar' Junto a Mercedes Sosa y León Gieco
- 2004: Canto por el cambio

### Obra en DVD
- 2002: "En vivo en el Luna Park"
- 2004: "En vivo en el Salón Blanco"
- 2013: "Buscando al comandante Andresito"

### Algunas publicaciones
- 1987. Víctor Heredia: todavía cantamos. Publicó Ed. Galerna, 389 p.
- 2006. Rincón del diablo. Colección Eldorado. Publicó Grupo Editorial Norma, 228 p. ISBN 9875453870, ISBN 9789875453876 Rincón del Diablo es un pueblo aislado al norte de la provincia de Santa Fe, escenario de un trágico duelo a cuchillo, origen de una oscura leyenda que organiza y define la vida del pueblo, tal vez como en todos los pueblos. Sobre esa leyenda rodeada por un halo de misterio, con cuerpos que desaparecen y fantasmas de aparecidos, se monta esta nueva novela de Victor Heredia para construir un apasionante y riguroso thriller rural. Cipriano Airala es un solitario peón de campo pero también, y sobre todo, un refinado y reflexivo autodidacta, que cuenta con una memoria prodigiosa y una capacidad natural para el relato. Cada sábado por la noche, la gente del pueblo y los alrededores se reúne en el boliche del prostibulo para escuchar, seducidos y credulos, las versiones orales de los clásicos policiales y de terror de todas las épocas que Cipriano Airala relata. Resulta casi inevitable que Cipriano se convierta entonces en el informante elegido por el burdo comisario Di Paola, que llega al pueblo para desentranar aquel crimen, harto de las historias de fantasmas que tinen la zona. Sus intensos dialogos escenifican un juego dialéctico entre sutileza y brutalidad, sabiduría e ignorancia, ley y verdad, y entre la manipulación de las palabras y los cuerpos. Con rigor, inteligencia, y también con humor, Rincón del Diablo se inscribe de ese modo en la mejor tradición de la literatura argentina, la que sabe entramar ficción y política, desde Echeverria hasta Rodolfo Walsh.
- 2007. La canción verdadera: una historia personal de la canción Latinoamérica. Ensayos (Cántaro (Firm) con Felipe Pigna. Ed. ilustrada de Cántaro, 218 p. ISBN 9507532080, ISBN 9789507532085
- 2014. Alguien aquí conmigo. Colección El dorado. Publicó Grupo Editorial Norma, 175 p. ISBN 9875451517, ISBN 9789875451513
- 2015. Los perros. Publicó Planeta, 203 p. ISBN 9504945619, ISBN 9789504945611

## Honores

### Doctoradoshonoris causa
- Universidad Nacional de Cuyo[14]
- Universidad de Mendoza
- UADER[15]